# Organisme des Nations unies chargé de la surveillance de la trêve
L’Organisme des Nations unies chargé de la surveillance de la trêve (ONUST ; en anglais : United Nations Truce Supervision Organization ou UNTSO) est un organisme de l'ONU chargé de l'observation et du maintien du cessez-le-feu et des accords généraux d'armistice conclus entre Israël, l'Égypte, le Liban, la Jordanie et la Syrie à la suite de la guerre israélo-arabe de 1948 selon la Résolution 50 du Conseil de sécurité des Nations unies du 29 mai 1948. C'est la seule opération des Nations unies dont le mandat n'est pas l'objet régulièrement d'un renouvellement acté par le Conseil de sécurité des Nations unies.

## Chefs d'état-major
| Date début         | Date fin        | Nom                  | Grade                              | Pays             |
| ------------------ | --------------- | -------------------- | ---------------------------------- | ---------------- |
| Mai 1948           | Juillet 1948    | Count Thord Bonde    | Colonel                            | Suède            |
| Juillet 1948       | Septembre 1948  | Åge Lundström        | Major General                      | Suède            |
| Septembre 1948     | Juin 1953       | William E. Riley     | Lt. General                        | États-Unis       |
| Juin 1953          | Septembre 1954  | Vagn Bennike         | Major General                      | Danemark         |
| Août 1954          | Novembre 1956   | E.L.M. Burns         | Lt. General                        | Canada           |
| Novembre 1956      | Mars 1958       | Byron V. Leary       | Colonel                            | États-Unis       |
| Mars 1958          | Juillet 1960    | Carl C. von Horn     | Lt. General                        | Suède            |
| Juillet 1960       | Décembre 1960   | R.W. Rickert         | Colonel                            | États-Unis       |
| Jan 1961           | Mai 1963        | Carl C. von Horn     | Lt. General                        | Suède            |
| Mai 1963           | Juillet 1970    | Odd Bull             | Lt. General                        | Norvège          |
| Juillet 1970       | Octobre 1973    | Ensio Siilasvuo      | Lt. General                        | Finlande         |
| Octobre 1973       | Mars 1974       | Richard Bunworth     | Colonel                            | Irlande          |
| Mars 1974          | Août 1975       | Bengt Liljestrand    | Major General                      | Suède            |
| Septembre 1975     | Décembre 1975   | Keith D. Howard      | Colonel                            | Australie        |
| Janvier 1976       | Mars 1978       | Emmanual A. Erskine  | Major General                      | Ghana            |
| Avril 1978         | Juin 1979       | William O'Callaghan  | Lt. General                        | Irlande          |
| Juin 1979          | Janvier 1980    | O. Forsgren          | Colonel                            | Suède            |
| Février 1980       | Février 1981    | Erkki R. Kaira       | Major General                      | Finlande         |
| Février 1981       | Mai 1986        | Emmanuel Erskine     |                                    | Ghana            |
| Mai 1986           | Juin 1987       | William O'Callaghan  | Lt. General                        | Irlande          |
| Juin 1987          | Octobre 1990    | Martin O. Vadset     | Lt. General                        | Norvège          |
| Octobre 1990       | Octobre 1992    | Hans Christensen     | Major General                      | Finlande         |
| Octobre 1992       | Décembre 1993   | Krisna Thapa         | Major General                      | Népal            |
| Decembre 1993      | Avril 1994      | John Fisher          | Colonel                            | Nouvelle-Zélande |
| Avril 1994         | Juin 1995       | Luc Bujold           | Colonel                            | Canada           |
| Juin 1995          | Septembre 1995  | Jaakko Oksanen       | Colonel                            | Finlande         |
| Octobre 1995       | Mars 1998       | Rufus Kupolati       | Major General                      | Nigeria          |
| Avril 1998         | Mars 2000       | Tim Ford             | Major General                      | Australie        |
| Avril 2000         | Mars 2002       | Franco Ganguzza      | Major General                      | Italie           |
| Mars 2002          | Sept 2004       | Carl Dodd            | Major General                      | Irlande          |
| Novembre 2004      | Novembre 2006   | Clive Lilley         | Major General                      | Nouvelle-Zélande |
| Novembre 2006      | Février 2008    | Ian Gordon           | Major General                      | Australie        |
| Février 2008       | Avril 2011      | Robert Mood          | Major General                      | Norvège          |
| Mai 2011           | Juin 2013       | Juha Kilpiä          | Major General                      | Finlande         |
| Juin 2013          | 31 juillet 2015 | Michael Finn         | Major General                      | Irlande          |
| 1er septembre 2015 | 19 octobre 2017 | Dave Gawn            | Major General                      | Nouvelle-Zélande |
| octobre 2017       | octobre 2019    | Kristin Lund (no)    | generalmajor (général de division) | Norvège          |
| octobre 2021       | en cours        | Patrick Gauchat (de) | Divisionnaire                      | Suisse           |

## Pays participants
| - Argentine - Autriche - Bangladesh - Belgique - Brésil - Danemark - Égypte - États-Unis - Fidji - Finlande - France - Ghana | - Indonésie - Irlande - Jordanie - Kenya - Lituanie - Népal - Nigeria - Norvège - Pakistan - Pologne - Pays-Bas | - Russie - Sénégal - Slovaquie - Suède - Suisse - République tchèque - Royaume-Uni - Tunisie - Turquie - Ukraine |

## Décoration

### Ruban

Ruban de la Médaille de l'ONUST

Le ruban est bleu ONU avec une étroite bande blanche (2 mm) à 6 mm de chaque bord.

### Médaille

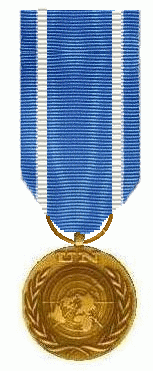
Médaille de l'ONUST

Cette médaille est décernée en reconnaissance de six mois de service à compter du 23 avril 1948.